# Nicolas Zographos
 (novembre 2024).
 (novembre 2024).
Nicolas Zographos, grec né en 1886 à Athènes et mort en 1953 à Lausanne, est un joueur de cartes ayant fait fortune, connu pour sa capacité à mémoriser les 312 cartes jouées au baccarat.
Il a fondé le « Syndicat grec », un groupe de professionnels du jeu de cartes destiné à miser de très grosses sommes, qui a opéré dans les grands casinos français dans les années 1920 et 1930, avant l'interdiction des jeux d'argent pendant la deuxième guerre mondiale.

## Biographie
Nicolas Zographos est né à Athènes en 1886, d'un père professeur d'économie politique à l'université d'Athènes.
Il est étudiant à l’École polytechnique de Munich lorsque sa famille connaît la ruine. Désemparé au point d’envisager le suicide, il décide finalement de partir en France. Là, il propose au casino de Deauville la « taille à tout va », un jeu sans limite de mise. Grand amateur de mathématiques, ses études sur les calculs des probabilités l'ont persuadé que le jeu n’est pas uniquement une affaire de chance. Il en fait la démonstration en amassant une véritable fortune. Il affronte les joueurs les plus fortunés ou les plus audacieux, avec une réussite exceptionnelle.
Il dispose d'une très bonne mémoire : il est notamment capable de mémoriser toutes les cartes jouées pendant une partie de Baccara, soit 312 cartes,. Il jouait également à la roulette et ses techniques de jeu sont, encore aujourd'hui, étudiées.
En 1926, alors qu'il est au casino de Cannes, les pertes s'enchainent, atteignant 672 000 dollars en une semaine de jeu. Mais le dernier soir, alors qu'il mise ce qui semble être le dernier million du Syndicat, il tire une carte imbattable : un neuf de carreau. Cette carte devint par la suite son insigne.
Il meurt en 1953,  à l'hôpital de Lausanne, des suites d'un douloureuse maladie.

## Le Syndicat Grec
Vers 1919, alors qu'il est à Paris, il fonde le « Syndicat Grec », une société « d'investissement » regroupant plusieurs joueurs de baccara professionnels qui s'est vu confiée des sommes colossales à jouer. Ils étaient cinq membres : 
- le Français François André ;
- l'Arménien Zaret Couyoumdjian ;
- et les Grecs Eli Eliopulo, Athanase Vagliano et Nicolas Zographos[4],[5],[6].

Ils se rendaient dans les casinos de Paris, Deauville, Cannes ou encore Monte Carlo dans les années 1920 et 1930,.
Le Syndicat s'est appuyé sur la richesse de Vagliano, issue du commerce maritime, pour réaliser des mises importantes leur permettant de réaliser des gains colossaux pendant deux décennies,. Selon un article de 1927 de The New Yorker, les joueurs avaient à disposition une réserve d'un montant  largement supérieur à 100 millions de francs. Leurs gains ont été estimés à quatre cents dollars de l'heure, avec des journées de cinq heures, vingt semaines par an. Mais concernant Nicolas Zographos, Le Monde précise qu'il préférait ne jouer que deux heures par jour, afin de préserver son équilibre nerveux. Il passait le reste de son temps à jouer au golf, ou à se reposer sur son yacht. Une fois à la table de jeu, il était, selon Le Monde, « extraordinaire d'impassibilité et de sang-froid ».
En 1922, le Syndicat est le premier à accepter les mises illimitées au baccara, ce qui lui permet d'entrer dans l'histoire. Entre les deux guerres mondiales, sillonnant les principaux casinos d'Europe, les joueurs du Syndicat affrontent l'Aga Khan, l'ancien roi d'Égypte, le Baron Henri de Rothschild ou encore André Citroën au cours de parties qui ont marqué l'histoire. Les membres pouvaient attirer des personnalités très fortunées, si bien que certains casinos français instaurèrent le règle du "Tout va" permettant de jouer sans limite de mises.
L'unique défaite financière du Syndicat semble avoir été face à des producteurs hollywoodiens, où il perdit 347 000 livres sterling.
L'âge d'or prend fin avec l'arrivée de la Seconde Guerre mondiale et l'interdiction des jeux d'argent sur le continent pour financer l'effort de guerre,, chaque membre étant alors bien plus riche que lorsqu'ils avaient commencé.
L'équipe s'est agrandie par la suite, devenant l'un des groupes de jeu d'argent le plus constant en Europe.